# Associazione Calcio Vigevano 1955-1956
Questa voce raccoglie le informazioni riguardanti l'Associazione Calcio Vigevano nelle competizioni ufficiali della stagione 1955-1956.

## Rosa
| N. |                   | Ruolo | Calciatore          |
| -- | ----------------- | ----- | ------------------- |
|    | Italia (bandiera) | D     | Franco Bassoli      |
|    | Italia (bandiera) | C     | Natale Bellotti     |
|    | Italia (bandiera) | A     | Luigi Borghi        |
|    | Italia (bandiera) | A     | Alessandro Bozzetti |
|    | Italia (bandiera) | A     | Arturo Coates       |
|    | Italia (bandiera) | C     | Pietro Dalio        |
|    | Italia (bandiera) | D     | Tullio Fanchini     |
|    | Italia (bandiera) | P     | Giancarlo Gallesi   |
|    | Italia (bandiera) | D     | Franco Lavatelli    |

| N. |                   | Ruolo | Calciatore          |
| -- | ----------------- | ----- | ------------------- |
|    | Italia (bandiera) | A     | Silvio Laveroni     |
|    | Italia (bandiera) | C     | Antonio Longoni     |
|    | Italia (bandiera) | A     | Franco Mungai       |
|    | Italia (bandiera) | A     | Gianluigi Negri     |
|    | Italia (bandiera) | A     | Parma               |
|    | Italia (bandiera) | C     | Gianni Riva         |
|    | Italia (bandiera) | D     | Carlo Scaccabarozzi |
|    | Italia (bandiera) | A     | Guido Tieghi        |
|    | Italia (bandiera) | C     | Antonio Toppi       |